# Ичнянское хлебоприёмное предприятие
Ичнянское хлебоприёмное предприятие (укр. Ічнянське хлібоприймальне підприємство) — предприятие пищевой промышленности в городе Ичня Ичнянского района Черниговской области Украины.

## История
Предприятие было создано в 1930е годы как Ичнянский хлебоприёмный пункт «Заготзерно».
В ходе боевых действий Великой Отечественной войны и немецкой оккупации предприятие пострадало, но в дальнейшем было восстановлено. В июне 1944 года на территории хлебоприёмного пункта началось строительство нового зернового склада.
В соответствии с четвёртым планом восстановления и развития народного хозяйства СССР предприятие было расширено - в 1946 - 1950 гг. здесь были построены ещё два зерновых склада.
В 1975 году хлебоприёмный ппункт «Заготзерно» был переименован в Ичнянскую реалбазу, а в 1979 году получил новое наименование - Ичнянское хлебоприёмное предприятие.
После провозглашения независимости Украины предприятие перешло в ведение министерства сельского хозяйства и продовольствия Украины.
В марте 1995 года Верховная Рада Украины внесла ХПП в перечень предприятий, приватизация которых запрещена в связи с их общегосударственным значением.
После создания в августе 1996 года государственной акционерной компании "Хлеб Украины" ХПП стало дочерним предприятием ГАК "Хлеб Украины".
После создания 11 августа 2010 года Государственной продовольственно-зерновой корпорации Украины ХПП было включено в состав предприятий ГПЗКУ.
В 2016 году на ХПП были установлены автоматические пробоотборники производства итальянской компании "Stork".
В сентябре 2016 года в ходе проверки деятельности предприятия органами прокуратуры было установлено, что в 2011 году по решению исполнительного комитета Ичнянского городского совета состоялось незаконное оформление права частной собственности на государственное недвижимое имущество ХПП стоимостью 4 млн. гривен. В октябре 2017 года по решению хозяйственного суда Черниговской области имущественный комплекс ХПП был возвращён в государственную собственность.

## Современное состояние
Основными функциями предприятия являются приём, сушка, хранение, отгрузка и переработка зерновых культур (пшеницы, кукурузы, ячменя, овса, гречихи), а также сои и семян масличных культур (рапса и подсолнечника).
Рабочая складская ёмкость ХПП составляет 18,9 тыс. тонн, перерабатывающие мощности обеспечивают производство до 2,4 тыс. тонн муки в год (и до 14 тонн муки в сутки).